# Chegança
Die Chegança ist ein dramatisches Tanzspiel in der brasilianischen Musik, das zur Gruppe der Pastorí-Tänze gehört.
Die szenischen Volksspiele erzählen vom Kampf der Christen mit den Mauren und nehmen dabei Motive aus Erzählungen der Matrosen und von Ritterepen auf. Sie ist mit dem Moros y Cristianos im spanischsprachigen Lateinamerika identisch und geht auf die galizisch-portugiesischen Villancicos des 17. Jahrhunderts zurück, weist aber auch Ähnlichkeiten mit dem Menuett des 17. und 18. Jahrhunderts auf.
Sie ist vorwiegend in der Nord- und Nordostregion Brasiliens verbreitet, wo in der Volkstradition die Furcht vor einem Einfall der Mauren lange lebendig blieb.